# Maikel Scheffers
Maikel Scheffers, né le 7 septembre 1982 à Bois-le-Duc, est un joueur de tennis handisport néerlandais, professionnel depuis 2001.
Handicapé par un problème musculaire (spina bifida), il commence le tennis à l'âge de 11 ans et passe professionnel en 2001.
En 2011, il décroche son premier titre individuel en Grand Chelem à Roland-Garros et devient n°1 mondial en simple et en double en fin d'année. Vainqueur à l'Open d'Australie l'année suivante, il s'est aussi imposé au Masters en simple en 2009 et en double en 2006, 2009 et 2010.

## Palmarès

### Jeux paralympiques
- Pékin 2008
  -  médaillé de bronze en simple messieurs

- Tokyo 2020
  -  médaillé de bronze en double messieurs avec Tom Egberink

### Tournois du Grand Chelem

#### Victoires en simple (2)
| Année | Tournoi          | Adversaire en finale | Score          |
| 2011  | Roland-Garros    | Nicolas Peifer       | 7-63, 6-3      |
| 2012  | Open d'Australie | Nicolas Peifer       | 3-6, 7-62, 6-0 |

#### Victoires en double (5)
| Année | Tournoi          | Partenaire        | Adversaires en finale               | Score         |
| 2008  | Roland-Garros    | Shingo Kunieda    | Robin Ammerlaan / Ronald Vink       | 6-2, 7-5      |
| 2010  | US Open          | Ronald Vink       | Nicolas Peifer / Jon Rydberg        | 6-0, 6-0      |
| 2011  | Open d'Australie | Shingo Kunieda    | Stéphane Houdet / Nicolas Peifer    | 6-3, 6-3      |
| 2011  | Wimbledon        | Ronald Vink       | Stéphane Houdet / Michaël Jeremiasz | 7-5, 6-2      |
| 2013  | US Open          | Michaël Jeremiasz | Gustavo Fernández / Joachim Gérard  | 6-0, 4-6, 6-3 |

### Masters

#### Victoires au Masters en simple (1)
| Année | Lieu      | Finaliste       | Résultat      |
| ----- | --------- | --------------- | ------------- |
| 2009  | Amsterdam | Robin Ammerlaan | 2-6, 6-4, 6-2 |

#### Victoires au Masters en double (3)
| Année | Lieu    | Partenaire  | Finalistes                        | Résultat      |
| ----- | ------- | ----------- | --------------------------------- | ------------- |
| 2006  | Bergame | Ronald Vink | Michaël Jeremiasz / Jayant Mistry | 6-2, 3-6, 6-3 |
| 2009  | Bergame | Ronald Vink | Robin Ammerlaan / Stéphane Houdet | 6-1, 3-6, 6-0 |
| 2010  | Bergame | Ronald Vink | Robin Ammerlaan / Stéphane Houdet | 7-62, 6-4     |